# Шведська академія

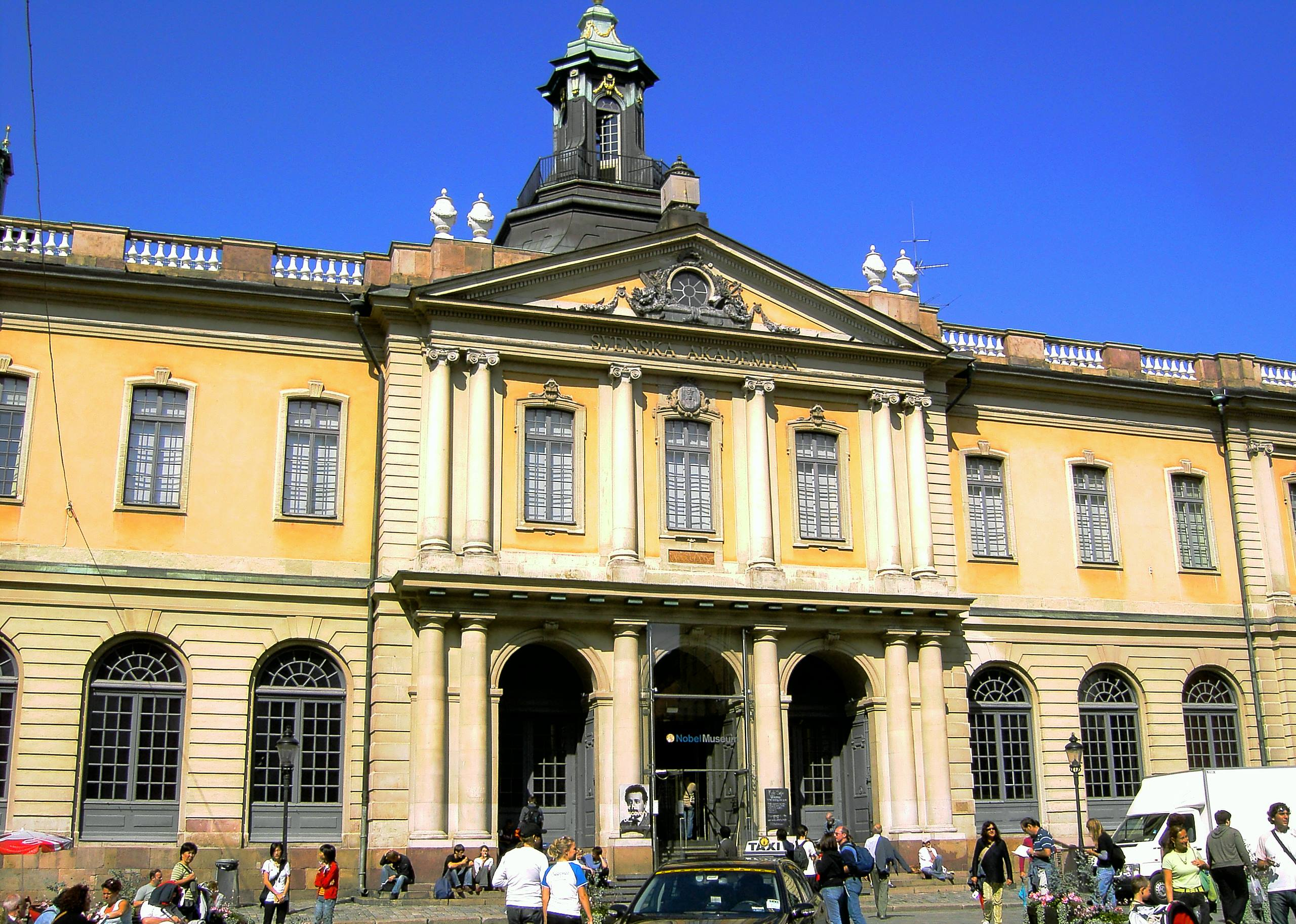
Споруда Шведської академії

Шведська академія (швед. Svenska Akademien) — одна з Королівських шведських академій. Заснована Густавом III в 1786 році. Це національний аналог Французької академії, створений за її зразком. Шведська академія складається з обмеженої кількості місць (їх менше, ніж у Франції — не 40, а 18). Займають їх довічно відомі шведські письменники, вчені, громадські діячі, чиї твори вважаються зразковими. Для літератора членство в Шведської академії — вищий національний престиж. Основне заняття Академії — нормування шведської мови, зберігати «чистоту, силу і тонкість шведської мови» (швед. Svenska Språkets renhet, styrka och höghet). Девіз академії — «Талант і смак» (швед. Snille och Smak).

## Видавнича діяльність
Академія видає два нормативні словники: «Шведський академічний словник» (швед. Svenska Akademiens ordlista в одному томі, перевидавався неодноразово) і багатотомний «Шведський академічний словник» (швед. Svenska Akademiens ordbok). Робота над останнім розпочата в 1898 році. В 2005 р. робота почалась на томом з літерою «T».

## Премії та нагороди
З 1901 року щорічно Шведська академія за заповітом Альфреда Нобеля присуджує Нобелівську премію з літератури. Ця особлива роль вже більше століття робить Шведську академію, яка до того була помітною установою лише в масштабі країни, однією з найбільш впливових організацій у світі в галузі літератури. Разом з тим на її частку припадає і вся та критика, яку зустрічає ця премія. Взагалі, Шведська академія приймає роль в присудженні близько 50 різноманітних премій або нагород переважно локальним шведським авторам. Найсуттєвішою після Нобелівської премії з літератури, є Премія Доблоуґа, що становить близько $40000 та яку присуджують авторам художньої літератури.

## Члени академії
Нині посаду Постійного секретаря обіймає Петер Енґлунд, яку він посів після Горас Енгдаль. Крім того, Шведська Академія має 18 місць і членів, що їх займають:
| Номер місця | Член Академії       | Рік народження | Рік обрання | Примітки                         |
| ----------- | ------------------- | -------------- | ----------- | -------------------------------- |
| 1.          | Лотта Лутасс        | 1964           | 2009        |                                  |
| 2.          | Бу Ральф            | 1945           | 1999        |                                  |
| 3.          | Стюр Аллен          | 1928           | 1980        | Постійний секретар 1986–1999     |
| 4.          | Андерс Олссон       | 1949           | 2008        |                                  |
| 5.          | Юран Малквіст       | 1924           | 1985        |                                  |
| 6.          | Томас Ріад          | 1959           | 2011        |                                  |
| 7.          | вакантне            |                |             |                                  |
| 8.          | Джеспер Свенбру     | 1944           | 2006        |                                  |
| 9.          | Торгні Ліндгрен     | 1938           | 1991        |                                  |
| 10.         | Петер Енглунд       | 1957           | 2002        | Постійний секретар з 2009 р.     |
| 11.         | Ульф Лінде          | 1929           | 1977        |                                  |
| 12.         | Пер Вестберй        | 1933           | 1997        |                                  |
| 13.         | Гуннел Маллквіст    | 1918           | 1982        |                                  |
| 14.         | Крістіна Лугн       | 1948           | 2006        |                                  |
| 15.         | Шештін Екман        | 1933           | 1978        |                                  |
| 16.         | Шель Еспмарк        | 1930           | 1981        |                                  |
| 17.         | Горас Енгдаль       | 1948           | 1997        | Постійний секретар 1999–2009 рр. |
| 18.         | Катаріна Фростенсон | 1953           | 1992        |                                  |